# Burmapyris azevedoi
Burmapyris azevedoi (лат.) — ископаемый вид мелких архаичных ос-бетилид из подсемейства Lancepyrinae. Обнаружен в отложениях мелового периода. Бирманский янтарь (99 млн лет; Мьянма). Видовой эпитет дан в честь гименоптеролога Селсо О. Азеведо (Dr. Celso O. Azevedo), крупного специалиста в области таксономии ос семейства Bethylidae. 

## Описание
Тело вдавленное (длина 2,5 мм). усики с 11 члениками жгутика. Сложные глаза и оцеллии развиты. Голова немного длиннее своей ширины, не опушённая, без дорсальной срединной впадины, скульптура отсутствует; мандибулы загнуты вниз и слегка изогнуты назад, около 0,18 мм длиной; видны только четыре максиллярных пальпомера (но, несомненно, более многочисленные). Мезосома гладким верхом, не грубо скульптурированным; бёдра слегка утолщены, голени тонкие, когти лапок простые; формула шпор голеней 1-2-2; аролий присутствует. Нотаули хорошо обозначены, слегка сходятся кзади; парапсидальные борозды слабые. Метанотум развит медиально и перекрывает мезоскутеллум сзади; метапектально-проподеальный комплекс прямоугольный, не ямчатый, с краевыми килями и без задних шипов; задний край проподеум прямой. Переднее крыло покрыто микротрихиями и окаймлено мелкими микротрихиями, апикальный край плавно закруглён; передняя граница не имеет углового закругления до птеростигма; жилки C, Sc+R, A, R1, Rs, Rs+M, 2r-rs&Rs, M+Cu, M, cu-a и ячейки C, R, 1Cu и 2R1 присутствуют; жилки M и cu-a выровнены; ячейки 2Cu и 1M открыты, практически закрыты малозаметной жилкой; клетка 2R1 дистально открыта; Rs+M длинная и удлинённая как малозаметная жилка, берущая начало от 1M после вершины птеростигмы; заметны пре- и постстигмальные абсциссы R1. Заднее крыло только с жилками C и Sc+R, и с 4 гамулями. Вид был впервые описан в 2021 году в бирманском янтаре, а в 2023 году обнаружен второй вид рода: † Burmapyris ohmkuhnlei Brazidec et al., 2023.